# Rahul Dravid
Rahul Sharad Dravid (Spitzname: „The Wall“) (* 11. Januar 1973 in Indore, Madhya Pradesh, Indien) ist ein indischer Cricketspieler. Eine Jury des Wisden Cricketers’ Almanack kürte ihn im Jahr 2000 zu einem der fünf Wisden Cricketers of the Year. Im Jahr 2004 wurde er vom ICC sowohl zum Player of the Year als auch zum Testplayer of the Year gewählt.

## Karriere
Sein Testdebüt für Indien feierte Rahul Dravid im Juni 1996 gegen England in London. Er war nach Sunil Gavaskar und Sachin Tendulkar der dritte indische Cricketspieler und der sechste Spieler weltweit, der mindestens 10.000 Runs während seiner Testkarriere erzielte. Seinen 10.000. Run erreichte er bei seinem 120. Test. Dieser wurde gegen Südafrika im März 2008 in Chennai gespielt. Sein Debüt für das indische One-Day International Cricket Team feierte er gegen Sri Lanka am 3. April 1996 in Singapur. Auch bei ODIs hat er die 10.000 Runs Marke geknackt. Dies gelang ihm im Februar 2007 bei einem Match gegen Sri Lanka. Damit ist er neben Jacques Kallis, Brian Lara, Ricky Ponting und Sachin Tendulkar einer von nur fünf Cricketspielern, die mindestens 10.000 Runs bei Tests und bei ODIs erzielten.
Für das indische Team nahm Dravid an drei Cricket Weltmeisterschaften teil (1999, 2003 und 2007). Beim World Cup 1999 war er mit 461 erzielten Runs der Topscorer des Turniers. Im Jahr 1999 gelang es ihm zweimal den Weltrekord für eine ODI-Partnership aufzustellen. Das erste Mal im Mai beim World Cup 1999 gegen Sri Lanka, als er zusammen mit Saurav Ganguly 318 Runs erzielte und das zweite Mal im November bei der Tour Neuseelands, als ihm zusammen mit Sachin Tendulkar 331 Runs gelangen.